# هيدروكسيكت
هيدروكسيكت Hydroxycut هو مكمل غذائي صنعه وسوقه من قبل شركة أيوفات Iovate للعلوم الصحية، التي تدعي أنه يساعد المستهلكين على انقاص الوزن. وفقا لورقة في عام 2009 لمجلة طب الجهاز الهضمي الدولية، "ما يقدر ب 15 ٪ من سكان الولايات المتحدة يستخدمون المكملات الغذائية لانقاص الوزن، وهيدروكسيكت هو أعلى منتج بيعا في هذه الطبقة والسوق، مع ما يقرب من مليون وحدة تباع في العام.
يدعى أن فعالية هيدروكسيكت تمت المبالغة فيها، وليس لها أساس قوى في مجال البحوث.  في 1 مايو، 2009، الهيئة العامة للغذاء والدواء في الولايات المتحدة (FDA) تحذيرا بعد أن تم ربط بعض منتجات هيدروكسيكت بتلف الكبد، انحلال الربيدات، وحالة وفاة واحدة على الأقل. ثم أستعادت الشركة المصنعة المنتجات.

## الخلفية
هيدروكسيكت يباع في المتاجر التقليدية، تجار التجزئة على الإنترنت، وخلال التسويق المباشر بالتلفزيون. يباع في الولايات المتحدة بدون إيفيدرا، تم الإعلان عنه بأن مكمل لخسارة الوزن لزيادة التمثيل الغذائي والحد من الرغبة الشديدة في الجوع. قبل أيار / مايو 2009، مكوناته الأساسية شملت غاركينيا كامبوغيا، جيمنيرنا سيلفستر، بولينيسوتينات الكروم، الكافيين، والشاي الأخضر. مثل كثير من النوترسوتيكلات أو الأغذية الدوائية، فعاليتها مشكوك فيها وغير مدعمة جيدا بالبحوث.  تشير بعض الدراسات إلى أن هناك ما يبرر إجراء مزيد من البحوث، على الرغم من أن الآلية التي يعمل بها هيدروكسيكت لا تزال غير واضحة.
هيدروكسيكت يروج عنه بأنه صنع وأيد من قبل الأطباء. الاعلانات التلفزيونية لهيدروكسيكت أظهرت جون مارشال، وهو خريج مدرسة الطب التقويمي في جامعة الغرب الأوسط Midwestern، ولا يزال في فترة الإقامة الطبية. أيد هيدروكسيكت أيضا صانعه، مارفن هوير، أستاذ سريرى مشارك في قسم طب الأسرة وصحة المجتمع في جامعة ولاية فلوريدا، والرئيس السابق للشؤون العلمية في أيوفات Iovate للعلوم الصحية، وهي الشركة التي تسوق المنتج.
في السنوات الأخيرة، أصبح هيدروكسيكت متاح في أشكال عدة وصيغ لا تحتوي على مادة الافيدرين. وتشمل:
- هيدروكسيكت
- هيدروكسيكت الخالي من الكافيين—مماثلة لهيدروكسيكت العادي ولكنها مصممة للأشخاص الحساسين للكافيين.
- هيدروكسيكت 24—نوع على مدار الساعة من منتج فقدان الوزن يتضمن هيدروكسيكت العادي لفترة النهار والخالي من الكافيين للمساء.
- هيدروكسيكت الحازمه—مكمل انقاص الوزن للاعبوا كمال الأجسام أو الرياضيين غيرهم.
- هيدروكسيكت ماكس (أقصى)

! -- مكمل انقاص الوزن للمنافسات الإناث قي اللياقة أو نساء الرياضة الأخريات.

## دعوى قضائية قي 2003 من أجل الدعاية الكاذبة
يوم 27 مارس 2003، قدم المدعي العام لولاية ميسوري جاي نيكسون دعوى قضائية في سانت لويس ضد الشركة المصنعة لهيدروكسيكت شركة ماسلتك MuscleTech للبحث والتطوير تفيد بأن الأدعاءات بأن هيدروكسيكت كان «مثبت سريريا» أنه «حارق للدهون» كانت كاذبة، وتحديدا:
«المنتج ليس «مثبت سريريا» أنه «حارق للدهون»، كما تدعي MuscleTechh. الدراسة الخاصة ب MuscleTech أظهرت أن هيدروكسيكت لا توجد له فعالية بالمقارنة مع الدواء الوهمي مع استثناء محتمل لأثر قمع الشهية. وعلاوة على ذلك، فإن المخاطر الصحية الخطيرة الضارة لهيدروكسيكت مع الافيدرين -- بما في ذلك الموت -- لم تكن موصوفة بشكل كافي أو مضمنة في التسويق أو العلامات على المنتج».
كما زعم نيكسون أن صور «قبل» و«بعد» كانت مضللة، وبأن صورة «قبل» لامرأة كانت مضللة لأنها كانت حاملا في الآونة الأخيرة. MuscleTech دفعت 100,000 دولار لتسوية القضية في حين أنها نفت ارتكاب أي خطأ.

## التقليل من احتمال حدوث خطر
في دراسة في 14 أبريل 2009 لخصت الموقف:
"دارا وآخرون بلغوا عن سلسلة حالة لاثنين من المرضى الذين يعانون من تسمم الكبد المرتبطة بمكمل انقاص الوزن هيدروكسيكت، المسمي بهذا الاسم لأنه يحتوي على حمض هيدروكسيسيتريك المحتمل كونه سام كبديا، المستمد من الفاكهة الاستوائية غاركينيا كامبوغيا. تقارير قضيتين في وقت سابق في عام 2005 تم الرجوع إليها أيضا. لهذا ينبغي أن يضاف تقريرين حالة أضافيين من حالات تسمم الكبد المرتبط بهيدروكسيكت. ما يقدر ب 15 ٪ من سكان الولايات المتحدة يستخدمون المكملات الغذائية لانقاص الوزن، وهيدروكسيكت هو أعلى منتج مبيعا في هذه الطبقة والسوق، مع ما يقرب من مليون وحدة تباع في السنة. مع استخدام واسع من هذا القبيل، قد تكون هذه الحالات الست تهون من تأثير التسمم الكبد الحقيقي بعدة درجات من حيث المقدار.
الفاكهة الاستوائية غاركينيا كامبوغيا معروفه أيضا باسم تمر هندي مالابار.

## أنذار إدارة الاغذية والعقاقير والسحب اللاحق
في 1 مايو، 2009، أصدرت الهيئة العامة للغذاء والدواء FDA تحذيرا إلى المستهلكين بالتوقف عن استخدام منتجات هيدروكسيكت، بسبب 23 تقرير عن المشاكل الصحية الخطيرة المرتبطة باستخدام هيدروكسيكت، واحالة وفاة واحدة على الأقل. مصنعى هيدروكسيكت نشروا صفحة ويب للتصدي لهذا السحب. صيغة جديدة من هيدروكسيكت عادت الآن على الارفف في المحال.

## وصلات خارجية
- معلومات سحب المنتج أيوفات Iovate للعلوم الصحية